# Beuzec-Cap-Sizun
Beuzec-Cap-Sizun település Franciaországban, Finistère megyében. Lakosainak száma 1018 fő (2022. január 1.). Beuzec-Cap-Sizun Goulien, Confort-Meilars, Pont-Croix, Poullan-sur-Mer és Audierne községekkel határos.

## Népesség
A település népességének változása:
| Lakosok száma | 1420 | 1307 | 1181 | 1074 | 1042 | 1016 | 1001 | 1000 | 1006 | 1018 |
|               | 1968 | 1982 | 1990 | 2006 | 2013 | 2015 | 2017 | 2019 | 2020 | 2022 |